# Gil Popilski
Gil Popilski   (Rehobot, 6 d'octubre de 1993)(en hebreu: גיל פופילסקי‎ és un jugador d'escacs israelià que té el títol de Mestre Internacional des de 2010 i el de Gran Mestre des de 2013.

## Resultats destacats en competició
Gil Popilski va representar en repetides ocasions Israel al Campionat d'Europa per edats i al Campionat del món per edats en diferents grups d'edat, i hi va guanyar dues medalles: or (el 2009, al Campionat d'Europa en el grup d'edat sub-16) i bronze (el 2007, al Campionat d'Europa sub-14). El 2011, a Tel-Aviv va guanyar el Campionat d'escacs juvenil israelià en el grup d'edat sub20.
El 2008, Gil Popilski va guanyar el torneig internacional de Pétah Tiqvà. El 2009, a Asdod va compartir el segon lloc al torneig internacional d'escacs darrere del guanyador Ilià Smirin. L'any 2010, a Enschede, Gil Popilski va compartir el 3r lloc al torneig internacional d'escacs amb Robin van Kampen i Martyn Kravtsiv.
Gil Popilski va jugar representant Israel al Campionat d'Europa per equips, a Varsòvia (+2, =3, -3) al segon tauler.